# Maria Falkowska

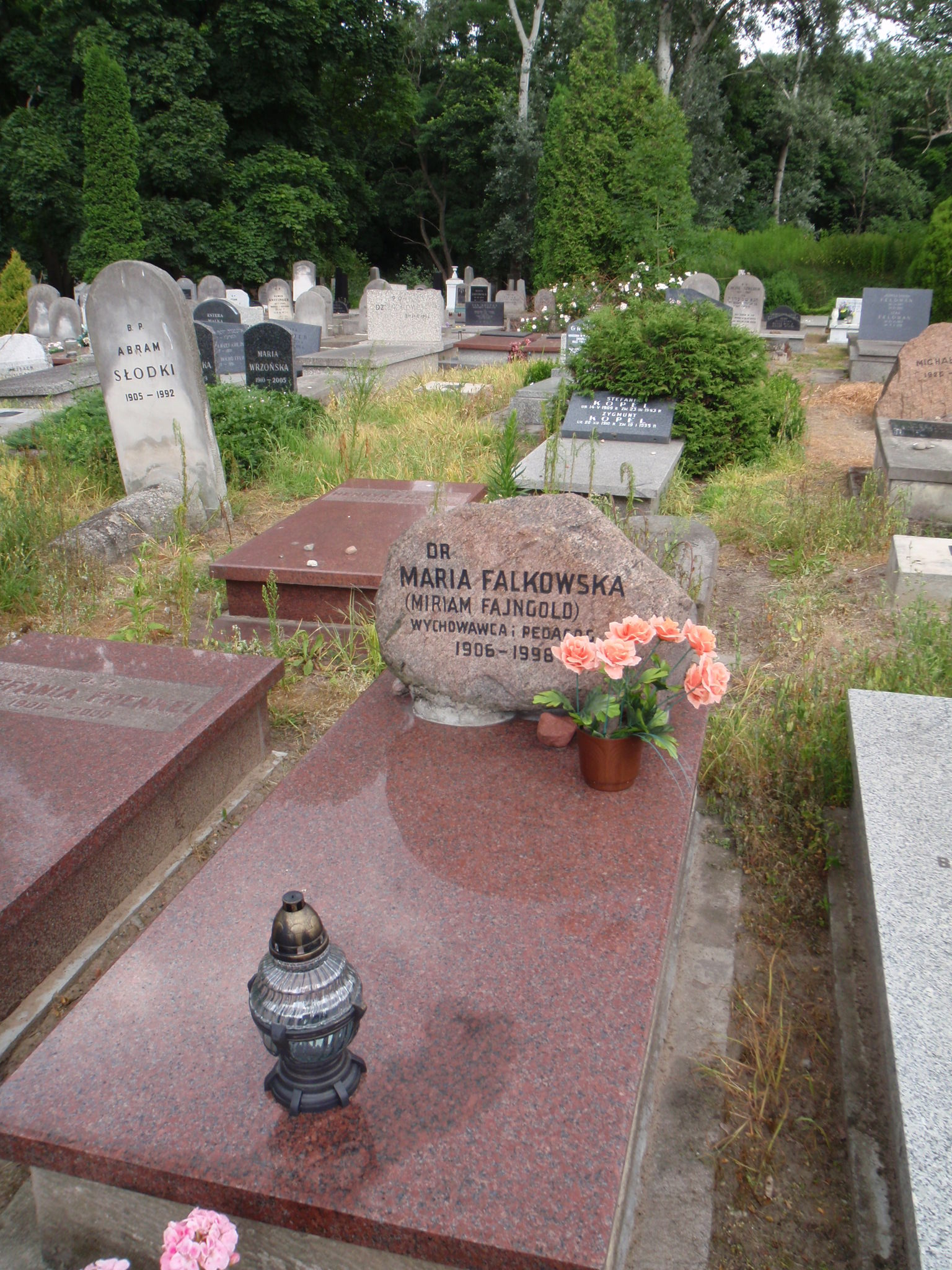
Grób Marii Falkowskiej na cmentarzu żydowskim w Warszawie

Maria Falkowska, pierwotnie Miriam Fajngold (ur. 1906, zm. 16 grudnia 1998 w Warszawie) – polska pedagog żydowskiego pochodzenia.
Była uczennicą Janusza Korczaka. Po zakończeniu II wojny światowej była dyrektorką sierocińców żydowskich w Polsce. W latach 1945–1949 była kierowniczką żydowskiego Domu Dziecka w Helenówku, następnie przewodniczącą Wojewódzkiego Komitetu Żydowskiego w Łodzi. W latach 1950–1952 była przewodniczyła Zarządowi Oddziału Łódzkiego Towarzystwa Społeczno-Kulturalnego Żydów w Polsce. W 1952 r. wyjechała do Warszawy. Przez wiele lat była szefową Pracowni Korczakowskiej w Instytucie Badań Pedagogicznych. 1 stycznia 1991 uzyskała stopień doktora nauk humanistycznych w zakresie pedagogiki za rozprawę Kalendarz życia, działalności i twórczości Janusza Korczaka. Specjalizowała się w historii oświaty.
Zmarła w Warszawie. Pochowana jest na cmentarzu żydowskim przy ulicy Okopowej (kwatera 2).

## Publikacje
- 1968: Wychowanie społeczne w domach dziecka
- 1978: Kalendarium życia i twórczości Janusza Korczaka
- 1978: Kalendarium życia, działalności i twórczości Janusza Korczaka
- 1988: Śladami Janusza Korczaka po Warszawie
- 1989: Kalendarz życia, działalności i twórczości Janusza Korczaka